# Ghost Stories Live 2014
Ghost Stories Live 2014 é o quarto álbum ao vivo e o terceiro DVD da banda britânica Coldplay. O álbum é uma versão ao vivo do sexto álbum de estúdio da banda, Ghost Stories (2014), foi lançado em 24 de novembro de 2014 no Reino Unido através do selo da gravadora Parlophone. O DVD lançado como material extra do Ghost Stories, filmado em março de 2014 nos estúdios da Sony em Los Angeles, também foi incluído como DVD extra no lançamento do álbum ao vivo. Esta performance foi préviamente apresentada pela NBC, no entanto, diferente do DVD divulgado pela banda no álbum que é divulgada a apresentação de todas as canções do álbum, no especial da NBC é mostrado apenas seis novas canções e outros três hits antigos da banda, "Clocks", "Viva la Vida" e "Paradise". De acordo com o site oficial da banda, foi filmado pelo diretor indicado ao Grammy Award Paul Dugdale, em um teatro personalizado nos estúdios da Sony com uma produção inovadora mostrando o desempenho da banda em um palco de 360º.
O filme-concerto recebeu uma indicação no Grammy Award na categoria Best Music Film na 57ª cerimônia.

## Gravação
"Always in My Head", "Midnight" e "A Sky Full of Stars" foram gravados durante os shows no Royal Albert Hall, em Londres, nos dias 1 e 2 de julho de 2014. "Magic" e "True Love" foram gravadas em 19 de junho de 2014 no Teatro Enmore em Sydney. "Ink" foi gravado durante o show no Le Casino de Paris em Paris, no dia 28 de maio de 2014. "Another's Arms" foi gravado no Beacon Theatre em Nova Iorque, em 5 de maio de 2014. "Oceans" foi gravado no dia 25 de abril de 2014 no E-Werk, Colônia enquanto que "O" foi gravado no Royce Hall, Los Angeles em 19 de maio de 2014.
A versão japonesa do álbum contém a canção "Viva la Vida" gravada ao vivo no Dome City Hall, Tóquio. Vídeos alternativos das canções "Always in My Head" e "Oceans" foram inseridas na versão do álbum apenas no iTunes.

## Alinhamento de faixas
Todas as letras escritas por Chris Martin, Jonny Buckland, Guy Berryman e Will Champion, exceto "A Sky Full of Stars", esta co-escrita por Avicii.. 
| Ghost Stories Live 2014 |                                                                     |         |  |
| N.º                     | Título                                                              | Duração |  |
| 1.                      | "Always in My Head" (ao vivo no Royal Albert Hall, Londres)         | 3:57    |  |
| 2.                      | "Magic" (ao vivo no Teatro Enmore, Sydney)                          | 4:52    |  |
| 3.                      | "Ink" (ao vivo no Le Casino de Paris, Paris)                        | 4:09    |  |
| 4.                      | "True Love" (ao vivo no Teatro Enmore, Sydney)                      | 4:20    |  |
| 5.                      | "Midnight" (ao vivo no Royal Albert Hall, Londres)                  | 4:48    |  |
| 6.                      | "Another's Arms" (ao vivo no Beacon Theatre, Cidade de Nova Iorque) | 3:55    |  |
| 7.                      | "Oceans" (ao vivo no E-Werk, Colônia)                               | 4:28    |  |
| 8.                      | "A Sky Full of Stars" (ao vivo no Royal Albert Hall, Londres)       | 4:28    |  |
| 9.                      | "O" (ao vivo no Royce Hall, Los Angeles)                            | 5:36    |  |
| Duração total:          | Duração total:                                                      | 40:43   |  |

| DVD Ghost Stories ao vivo nos estúdios da Sony, Los Angeles |                       |         |  |
| N.º                                                         | Título                | Duração |  |
| 1.                                                          | "Always in My Head"   |         |  |
| 2.                                                          | "Magic"               |         |  |
| 3.                                                          | "Ink"                 |         |  |
| 4.                                                          | "True Love"           |         |  |
| 5.                                                          | "Midnight"            |         |  |
| 6.                                                          | "Another's Arms"      |         |  |
| 7.                                                          | "Oceans"              |         |  |
| 8.                                                          | "A Sky Full of Stars" |         |  |
| 9.                                                          | "O"                   |         |  |

## Créditos
Coldplay
- Chris Martin - vocais principais, guitarra acústica, piano, teclado
- Jonny Buckland - guitarra elétrica, teclado, piano
- Guy Berryman - baixo, teclado, harpa a laser
- Will Champion - bateria, tambor, reagente, guitarra elétrica, vocais de apoio

Produção
- Coldplay – produtor
- Rik Simpson – produtor, engenheiro
- Ted Jensen – engenheiro de masterização